# جون كارتر (فلم)
جون كارتر هو فيلم أكشن ومغامرة أمريكي.

## القصة
تدور أحداث الفيلم حول جون كارتر الذي يكتشف وجود كائنات حية على كوكب المريخ، فيهبط على الكوكب وإذا به يجد سكانه أشكالهم غير مألوفة، وأطوالهم 12 قدم، وبشرتهم خضراء اللون، يشبهون إلى حد ما البرابرة. وفجأة يجد جون نفسه أسيرًا لدى هذه المخلوقات، فيحاول الهروب إلا أن لقاءه بـ «ديجاه ثوريس» أميرة الهيليوم، يعطل هروبه، ثم يحاول بعد ذلك إيجاد منقذ لمساعدته على الهرب من جديد.

## وصلات خارجية
- جون كارتر على موقع IMDb (الإنجليزية)
- جون كارتر على موقع ميتاكريتيك (الإنجليزية)
- جون كارتر على موقع الموسوعة البريطانية (الإنجليزية)
- جون كارتر على موقع روتن توميتوز (الإنجليزية)
- جون كارتر على موقع نتفليكس (الإنجليزية)
- جون كارتر على موقع قاعدة بيانات الأفلام العربية
- جون كارتر على موقع ألو سيني (الفرنسية)
- جون كارتر على موقع Turner Classic Movies (الإنجليزية)
- جون كارتر على موقع أول موفي (الإنجليزية)
- جون كارتر على موقع بوكس أوفيس موجو (الإنجليزية)

1. 1 2  "John Carter". فيلمافينيتي (بالإنجليزية). Retrieved 2020-11-15.{{استشهاد ويب}}:  صيانة الاستشهاد: لغة غير مدعومة (link)
2. 1 2  "John Carter". ميتاكريتيك (بالإنجليزية). Retrieved 2020-11-15.{{استشهاد ويب}}:  صيانة الاستشهاد: لغة غير مدعومة (link)
3. ↑  "John Carter". قاعدة بيانات الأفلام على الإنترنت (بمتعدد اللغات). Retrieved 2020-11-15.{{استشهاد ويب}}:  صيانة الاستشهاد: لغة غير مدعومة (link)
4. 1 2 3 4 5 6 7  وصلة مرجع: http://www.allocine.fr/film/fichefilm_gen_cfilm=137263.html. الوصول: 8 أبريل 2016.
5. ↑  "The Wild, Wild West of a Certain Red Planet". نيويورك تايمز (بالإنجليزية). شركة نيويورك تايمز. 8 Mar 2012. Retrieved 2020-11-15.{{استشهاد ويب}}:  صيانة الاستشهاد: لغة غير مدعومة (link)
6. ↑  "Release Info". قاعدة بيانات الأفلام على الإنترنت (بمتعدد اللغات). Retrieved 2020-11-15.{{استشهاد ويب}}:  صيانة الاستشهاد: لغة غير مدعومة (link)
7. ↑  وصلة مرجع: http://nmhh.hu/dokumentum/198182/terjesztett_filmalkotasok_art_filmek_nyilvantartasa.xlsx.
8. 1 2 3 4 5 6 7  وصلة مرجع: http://www.bbfc.co.uk/releases/john-carter-2012-1. الوصول: 8 أبريل 2016.
9. 1 2 3 4 5 6 7 8 9 10 11 12 13 14 15  وصلة مرجع: https://www.siamzone.com/movie/m/6338. الوصول: 8 أبريل 2016.
10. 1 2 3 4 5 6 7 8  وصلة مرجع: http://www.imdb.com/title/tt0401729/fullcredits. الوصول: 8 أبريل 2016.
11. 1 2 3 4 5  مذكور في: قاعدة بيانات الأفلام التشيكية السلوفاكية. لغة العمل أو لغة الاسم: التشيكية. تاريخ النشر: 2001.
12. 1 2  وصلة مرجع: http://www.boxofficemojo.com/movies/?id=johncarterofmars.htm.